# ورزشگاه بوسیل
ورزشگاه بوسیل یک ورزشگاه فوتبال است که در شهر آنتورپ بلژیک واقع شده‌است. این ورزشگاه در سال ۱۹۲۳ افتتاح شد و به عنوان ورزشگاه خانگی تیم رویال آنتورپ استفاده می‌شود، گنجایش این ورزشگاه ۱۲٬۹۷۵ نفر است که ۸۰۰ صندلی ویژه در آن وجود دارد. این ورزشگاه در ناحیه
دورن بلژیک واقع شده‌است.
این ورزشگاه میزبان بازی برگشت فینال جام درجام اروپا سال ۱۹۶۴ که با پیروزی اسپورتینگ لیسبون بر ام تی کی بوداپست خاتمه یافت بوده‌است. همچنین میزبان نیمه نهایی جام ملت‌های اروپا ۱۹۷۲ مابین بلژیک و آلمان غربی که با پیروزی آلمان غربی خاتمه یافت، بوده‌است.